# Liste der ugandischen Botschafter in Belgien
Die Botschaft befindet sich in Brüssel.
Der Botschafter in Brüssel ist regelmäßig auch bei der EU akkreditiert.
| Ernannt / Akkreditiert | Botschafter                     | Bemerkungen                                          | ernannt von Präsident von Uganda | Regierung von Belgien | Posten verlassen |
| ---------------------- | ------------------------------- | ---------------------------------------------------- | -------------------------------- | --------------------- | ---------------- |
| 1. März 1976           | Eliphas Amujal Odeke            |                                                      | Idi Amin                         | Leo Tindemans         |                  |
| 17. Dez. 1979          | Francis George Okello           |                                                      | Godfrey Binaisa                  | Wilfried Martens      |                  |
| 27. Juli 1987          | Anna A. Amailuk                 | 1985-1987:Hochkommissar Ottawa                       | Yoweri Museveni                  | Wilfried Martens      |                  |
| 10. Apr. 1989          | Charles Kakuru Katungi          |                                                      | Yoweri Museveni                  | Wilfried Martens      |                  |
| 26. Sep. 1992          | Kakima Ntambi                   | (* 24. November 1943)B.A (Hons.) Makerere University | Yoweri Museveni                  | Jean-Luc Dehaene      |                  |
| 7. Apr. 2005           | Deo Kajunzire Rwabita           |                                                      | Yoweri Museveni                  | Guy Verhofstadt       |                  |
| 4. Dez. 2006           | Stephen Kapimpina Katenta-Apuli |                                                      | Yoweri Museveni                  | Guy Verhofstadt       |                  |
| 22. Juli 2013          | Mirjam Blaak Sow                |                                                      | Yoweri Museveni                  | Elio Di Rupo          |                  |